# Upeneichthys
Upeneichthys son un género de peces de la familia Mullidae. 

## Especies
Actualmente hay tres especies reconocidas en este género:
- Upeneichthys lineatus (Bloch y Schneider, 1801)
- Upeneichthys stotti (Platell, Potter y Clarke, 1998)
- Upeneichthys vlamingii (Cuvier, 1829)